# Retreat (Texas)
Retreat è un comune degli Stati Uniti d'America, situato nello stato del Texas, nella contea di Navarro.